# Saúl Delgado
Saúl Delgado Duarte (1926-1957) fue un patriota cubano. Con tan solo 31 años fue víctima de lo que quedó para la historia como La masacre del Corynthia.

## Síntesis biográfica
Saúl Rubén Delgado Duarte nació el 24 de enero de 1926 en Ciudad de La Habana. Hijo de Homero Delgado Álamo, de profesión periodista y de Isaís Duarte Ramos, maestra. 
Realizó sus primeros estudios en el colegio Nazareth. Continuó sus estudios cuando fue mayor en el Instituto del Vedado y terminó sus estudios de Agrimensura.

## Actividad revolucionaria
Fue el presidente de la Asociación de Alumnos del Instituto del Vedado, organizando huelgas estudiantiles y como dirigente se mantuvo al frente de todo movimiento de protesta estudiantil, sin medir riesgos ni consecuencias. Participó en las organizaciones revolucionarias de su época como la Unión Insurreccional Revolucionaria (UIR), la Organización Auténtica (OA) y la Triple A (AAA). También tuvo mucho contacto con elementos de la Ortodoxia.Luchó incansablemente por la libertad de los prisioneros del golpe de Estado del 10 de marzo de 1952. Participó en el ataque al Cuartel Goicuría y el ataque a una posta del Cuartel Columbia.
A partir de 1955 comienza a realizar numerosos viajes, cuyo propósito era lograr el transporte de armas hacia nuestro país. Esto lo lleva a cabo aparentando posibles negocios de compra de autos, los cuales venían con aquel valioso contenido. Viaja a Santo Domingo donde recibe un entrenamiento riguroso durante 5 meses con el fin de participar posteriormente en una expedición armada. Vendría a Cuba para penetrar por la región oriental e incorporarse al movimiento liderado por Fidel Castro, quien ya estaba en la Sierra Maestra desde hacía 4 meses.

## Muerte
El 19 de mayo de 1957, a las 21:00 zarpan rumbo a Cuba desde las costas de la Florida en EE. UU., en el yate Corynthia, de modelo pasado de moda con unos 100 pies de eslora y 12 de manga, al mando de Calixto Sánchez White, excombatiente de la Segunda Guerra Mundial. El viaje fue un desastre ya que el yate confrontó problemas y hubo mal tiempo, al extenderse el viaje más de lo programado se les acabó el agua potable. Desembarcan el 23 de mayo de 1957 por la costa de Canarita  en la bahía de Cabonico, en el norte de la entonces provincia de Oriente de Cuba. El 28 de mayo fueron localizados y pactaron su rendición. 
Una vez capturados fueron trasladados en un camión y en el camino real conocido como El Naranjal de Cabonico fueron asesinados con ráfagas de ametralladoras, sin respetar que eran prisioneros de guerra. Al día siguiente el Ejército de la Tiranía se presentó en el lugar de los asesinatos dispersando los cadáveres para que parecieran que habían muerto en combate, después de despojarlos de sus pertenencias los trasladaron al cementerio de Cabonico. Los vecinos del lugar cavaron sus fosas dándoles sepultura.

## Trascendencia histórica
Esta acción prendió la chispa en Mayarí y cada vez más fue la lucha contra el tirano.
Después del  triunfo revolucionario en 1959 en conmemoración a su labor revolucionaria y su papel destacado en el Instituto del Vedado como presidente de la Asociación de Alumnos este adopta el nombre de Instituto Superior Preuniversitario Saúl Delgado